# Општина Мађирешти (Бакау)
Мађирешти (рум. Măgireşti) општина је у Румунији у округу Бакау.
Oпштина се налази на надморској висини од 421 m.